# Шалеюв-Гурни
Шалеюв-Гурни (пол. Szalejów Górny, нім. Oberschwedeldorf) — село в Польщі, у гміні Клодзко Клодзького повіту Нижньосілезького воєводства.
Населення — 812 осіб (2011).
У 1975-1998 роках село належало до Валбжиського воєводства.

## Демографія
Демографічна структура станом на 31 березня 2011 року:
|          | Загалом | Допрацездатний вік | Працездатний вік | Постпрацездатний вік |
| -------- | ------- | ------------------ | ---------------- | -------------------- |
| Чоловіки | 385     | 61                 | 287              | 37                   |
| Жінки    | 427     | 50                 | 261              | 116                  |
| Разом    | 812     | 111                | 548              | 153                  |